# Џили
Џили или Жили, је назив раније кинеске провинције, на простору данашњег Хебеја до 1928. године. 
Провинција је настала после освајања Кине од Манчура у 17. веку. Због близине престоници, провинција је била под директно управом намесника ког су бирали владари из Пекинга. Сам назив провинције дословно значи „под директном управом“. 
Године 1928, после победе прокапиталистичких снага Куоминтанга, престолница је пресељена у Нанкинг, а провинција је преименована у Хебеј.